# ГЕС Wànniánqiáo
ГЕС Wànniánqiáo (万年桥水电站) — гідроелектростанція на півдні Китаю у провінції Юньнань. Знаходячись між ГЕС Sāyútuó (вище по течії) та ГЕС Yànzipō, входить до складу каскаду на річці Hengjiang, правій притоці Дзинші (верхня течія Янцзи).
У межах проєкту річку перекрили бетонною греблею довжиною 223 метри, яка утримує водосховище з об'ємом 14,3 млн м3 (корисний об'єм 0,9 млн м3) та нормальним рівнем поверхні на позначці 389 метрів НРМ.
Пригреблевий машинний зал обладнали двома турбінами потужністю по 32 МВт, які працюють при напорі у 21 метр та забезпечують виробництво 297 млн кВт·год електроенергії на рік.